# Hymne au général Kim Il-sung
Hymne au général Kim Il-sung est une chanson de marche nord-coréenne composée en 1946 par Kim Won-Gyun. Puisque la chanson renforce le culte de la personnalité entretenu en Corée du Nord qui idolâtre le président éternel Kim Il-sung, elle est encore très utilisée en Corée du Nord, au point qu'elle débute chaque diffusion de la Télévision d'État.
Des percussions et des cuivres sont utilisés pour donner un air meilleur air révolutionnaire à la chanson.
La chanson ayant été composée en 1946, elle est la première œuvre mentionnant Kim Il-Sung, et peut être attribuée au commencement de son culte de la personnalité.
Au début des années 1980, Kim Jong-Il commença alors à faire la promotion de la chanson, ce qui a entraîné la marche à surpasser Aegukka, l'hymne national, en tant que chanson joué durant les rassemblements publics. Aujourd'hui, presque chaque nord-coréens connaissent les paroles par cœur.
Selon plusieurs sources nord-coréennes, les satellites Kwangmyŏngsŏng-1, lancé en 1998 et Kwangmyŏngsŏng-2, lancé en 2009 diffusent la chanson dans l'espace.
Imitant la tradition bouddhiste d'engraver des sutras dans la pierre, les paroles de la chanson sont engravées dans des pierres et dans l'arc de triomphe de Kim Il-sung à Pyongyang.
La chanson a été jouée à la fin du Festival Arirang, en août 2005.